# Nova Mamoré
Nova Mamoré là một đô thị thuộc bang Rondônia, Brasil. Đô thị này có diện tích 10071,7 km², dân số năm 2007 là 21162 người, mật độ 2,1 người/km².